# تراث شعبي قطيفي
اتخذت أغلب قصص التراث الشعبي القطيفي الشكل المرعب بسبب خوف آباء المنطقة على أبنائهم من المخاطر. وكمحاولة لردعهم وتخويفهم من أجل الحفاظ عليهم، ابتكر الأهالي الشعبيون هذه القصص. كانت العيون في القطيف منتشرة في كافة نواحي المحافظة، إذ يُذكر أن عددها وصل إلى 300 عيناً. لذا كانت من الحوادث الشائعة وقتها هي غرق الصغار فيها حين ذهابهم إلى العين وسباحتهم من غير اصطحاب بالغين. وهذا التخوف عليهم لا يرجع إلى فقط عدم معرفتهم بالسباحة، إنما لقوة دفع الماء داخل العين الذي يؤدي إلى الغرق. ويعتقد بأن هذه الفكرة كانت موجودة أصعدةٍ أخرى غير الغرق. فعلى سبيل المثال، الكثير من أهل البلد يخافون على أبنائهم من أن يخرجوا ليلاً؛ لذلك كان يُقال للطفل: لا تخرج في الليل حتى لا تأخذك أم الخضر والليف. وغيرها من القصص والأقاويل الشعبية.

## الفعاليات والأهازيج الشعبية

### الدوخلة
الدوخلة هي إناء من خوص النخل يملئ بقليل من التراب والسماد وتُزرع فيه البذور مع بداية مغادرة أقارب الأهالي لأداء فريضة الحج قديماً. وجاء في المعجم أنها: «سفيفة من خوص يوضع فيها التمر والرطب». تسمى في بعض دول الخليج بـ الحيّة بيّة. استخدمت في الماضي لتسلية الأطفال الذين سافر آباؤهم لأداء فريضة الحج، حيث يبدأ الأطفال بعد وضع التربة فيها وغرسها بالبذور، بريّها والاعتناء بها حتى ينبت الزرع ويترعرع. كان الأطفال يتباهون فيما بينهم بجمال الزرع ونضارته.
| أنشودة الدوخلة |
| دوخلتي حجي بي..حجي بي..حجي بي لامن يجي حبيبي..حبيبي..حبيبي حبيبي راح مكه.. مكه.. مكه مكه المعموره..معموره.. معموره فيها السلاسل والذهب والنوره... والنوره... والنوره حجيت بش ييمه.. ييمه.. ييمه راويتش قبر محمد.. محمد.. محمد صلوا عليه وآله وآله آله يا ليتها لومية.. مزروعه في البستان يقشرها عبد الله..وياكلها سلمان سلمان يابو جوخة.. يا مراطن العجمان طلو خواتي طلوا.. شوفوا البحر طميان شوفوا شراع ابيي.. ابيض من القرطاس شوفوا شراح العدو.. اسود من الطفو عندي طوير احمر..واسكره بالسكر سكر على سكر وغضارتين صيني.. يارب تهديني واحج بيت الله.. واقرا الفلافيني (الثلاثيني) يا ميگعة المحلب..خليني بتدحلب بدحلب الصواني يا سلوگة العيد..العيد... العيد ودي أبيي ابعيد..ابعيد..ابعيد و حججيه وزورية وجيبيه بالسلامة سلامة الغنامة الغنامة الغنامة |

## الخرافات والشخصيات الخيالية

### الخبابة
هي امرأة طويلة متشحة بالسواد من رأسها إلى أخمص قدميها. تختطف الأطفال وتغوي الرجال. تُعرف أيضاً بأنها تظهر في المزارع الكثيفة والغابات. كانت هذه الشخصية يُخوف بها الأطفال لمنعهم من الخروج ليلاً.

### السعلوة
امرأة ذات شعر طويل وقوام ممشوق كانت تظهر للرجال ليلا فتغويهم وتسحرهم فيتبعونها حتى تصل بهم لمكان منعزل فتقتلهم. ويقال عنها أيضاً أنها تظهر من بعيد ليلاً كأنها نيران مشتعلة، ويُرجَّح بأنها أتت من وحي قصص الرجل القرد بالهند.

### أم حمار
أم حمار أو حمارة القايلة، وتصورها الحكايات الشعبية على أنها امرأة لها وجه إنسان ورجلي حمار. هناك من يزعم على أنها تظهر على شكل رجل وتصطحب الناس ليلاً إلى العين فتغرقهم. وترجع تسميتها بحمارة القايلة إلى أنها لا تظهر إلا في القايلة، أي: وقت أشتداد حرارة الشمس وتوسطها السماء ظهراً. كانت توصف حمارة القايلة أنها مزدوجة الشكل فنصفها حيوان ونصفها الأخر آدمي. رأسها وأرجلها من الحمار وجسمها جسم ادمي، فهي وحش يشبه الآدمي تدوس كل ما تراه أمامها من الأولاد الصغار، ثم تأكلهم.

### الغول
هو نوع من أنواع الحيات الخطرة. وتصنفه الحكايات الشعبية من ضمن الجن المتشيطنة ويقال أنه يظهر بشكل حيات في البيوت والغابات وسرعان ما تتحول لجان.

### العفريت
هي مخلوقات لديها قدرات وقوى خارقة. ويطلق الناس كلمة عفريت على كل من له حركة غير عادية أو نشاط حركي ملموس ومتميز.

### الراعية
هي امرأة من الجن تسكن البيوت وتظهر لأصحاب البيت بين فترة وأخرى. وتسعى لإلحاق الضرر بهم أو عمل بعض الحركات أو إصدار بعض الأصوات أو التشكل بعدة صور مثل الحيوانات وتسمى أيضاً في بعض القصص بـ«العمار».

### الدعيدع
الدعيدع أو الدعيدعة هي مخلوق أو جسم خيالي يعتقد أهالي الجزيرة بأنه يوجد في أعماق العين ويسحب الأشخاص إلى داخلها ويخنقهم ويخفي جثثهم، وكانوا أيضاً يعتقدون بأنه يوجد ذهب في أعماق العين لذا كان الأولاد يتنافسون في الغوص لأطول مدة ممكنة. يزعم بعض سباحي العين أنه منهم من يرى أنه طائر الأبيض وهو يطير داخل الماء، والبعض الآخر يرى بأن الدعيدعة هي فأر خانق، ومنهم من يقول بأنه شبح أو عفريت يمسك الشخص من رقبته ويغرقه، ومنهم من يقول بأنه جسم شبيه بجسم البشر مستلق على ظهره في أعماق العين.
يتداول بين سكان جزيرة تاروت قصة دعيدعة العين: التي تحكي قصة خروج فتاة في عمر الثانية عشر مع أخيها الذي يصغرها سنّا، لم يكن بيتهم بعيداً عن قلعة تاروت، إذ كان يفصل بين بيتهم والقلعة شارع وسوق تاروت. وصلت الفتاة لعين العودة مع أخيها، وضعت أغراضها ولوازمها في مكان نظيف، ومسكت بيد أخيها خوفاً عليه من أن يهوي في الماء فقد كان لا يعرف السباحة، والماء كان عميق، نزلا عبر الدرجة حتى وصلا المكان المخصص للجلوس والاستحمام وتسمى الدكة. لم يطل مكوثهما، حتى تعالت صيحات النساء: إلحقونا يا أجاويد فاستجاب لهم أهالي المنطقة القريبة.
وخرجت إحداهن للسوق طالبةً المساعدة والنجدة، حتى هبّ للنجدة سيد طه ودخل العين بعد أن تنحنح واستأذن الدخول، رمى بنفسه في أعماق العين، وبحث هنا وهناك حتى خرج متأسفاً لأن لم يسعفه القدر. وحمل البنت إلى أهلها الذين فجعوا بمفارقتها للحياة وقد نجا أخوها. فيقال أن جانَّاً ظهر على شكل رجل في المقابر أو النخيل وبعض العامة يُجعلونه مؤنث. وهو كثيراً ما يظهر للفلاحين عند حلول الليل. وربما تشكل لهم بعدة صور وقلد بعض الأصوات لكي يغوى أو يخدع الناس.

### أبو مغوي
هو جن يظهر لأهل البحر من السماكين الذين يصطادون ليلاً فيناديهم بأصوات زملائهم لكي يتبعوه زاعماً أن الصيد عنده وفير حتى يدخلهم الغبة أو الأماكن الغزيرة لكي يغرقهم. ومن هنا أخذ اسمه: «أبو مغوي» من إغواء البحارة وإضاعتهم. وكان أيضاً يفعل هذا مع الفلاحين وغيرهم.

### عبد العين
تزعم العامة أنه في كل عين يوجد بها جان يسكن في التنور (وهو مكان منبع الماء من تحت الأرض). يعمل عبد العين على سحب أحد السباحين لمسكنه في منبع العين حتى يغرقه. وتزعم بعض القصص أن من بعض مرتادي العين يُسحب منهم شخصاً في كل سنة. لهذا تروي القصص أن ثمة مناطق في القطيف، يقدم سكانها من بين فترة وأخرى الرز واللحم أو الرز مع السكر والزبيب هدية لعبد العين لكي يتركهم في حال سبيلهم.

### الصالحين
كانت الأمهات تدعوا الجن الذين يعيشون في البيوت ألا يضروا أهله بالصالحين. لهذا عندما يقع بعض الأكل أثناء الطبخ تنهى الأمهات أطفالهم عن أخده ويقولوا لهم دعوه للصالحين ولعلهم نفس الراعية أو العمار. وربما فعلت الأمهات ذلك لكي تسترضي الجان وتأمن شرها، حسب اعتقاداتهم

### أم إرعام
أم مرعام هي سبة تطلق لتدل على البشاعة ودمامة الخلق ومنها أيضاً أم هجام وأم خصوي.

### الطنطل
تصوره الحكايات الشعبية وبعض الكتب بأنه جان على صورة رجل طويل للغاية. ولهذا، فالناس تدعوا كل طويل بالطنطل. ويُزعم أنه بلغ طوله ارتفاع النخلة العالية. وجاء في معجم حنظل: «الطنطل كائن من الأشباح طويل القامة عظيم الجسم». وروى القناعي في كتاب «صفحات من تاريخ الكويت» عن خرافات أهل الكويت ومنها الطَنْطل وهو يوصف بسواد الجسم طويل الخصى. بحيث إذا مشى يسمع لها صوت، وهو يتمثل للسارين في الليل ويلعب معهم ولكن الحيلة في دفعه إن يكون مع الساري مسلة (سلة) فإذا رآه، صاح: «هات المسلة».

### الجاثوم
جان يجلس على صدر الإنسان ويسحب لسانه بأحد يديه وبالأخرى يخنقه، وقد يقتل الإنسان أيضاً. ولجلوسه على الصدر تدعوه بعض المناطق بأبي ركيب. ويعتقد أن الإكثار من الأكل قبل النوم يعمل على حافز لخروج الجني. ويُسمى أيضاً بالعثيون. ويعتقد أنه حيثما ينام الإنسان فقد يكون العثيون في البيت أو في البستان أو في المركب أو في العراء. ويُقال أن عثيون ماهو إلا جني صغير، وهو لايضر إلا نادراً، لكنه يحب العبث بمنامات الناس فيقلق نومهم ويفزعهم ونادرا ما يحاول القضاء على الضحية. كما أن أسلوبه واحد وهو أن «يبرك على صدر الواحد ويمط لسانه» إلى خارج فمه.

### أم الخضر والليف
أم الخضر والليف هي نخلة طويلة. استخدم هذا الاسم الأمهات لكي يخوفوا الأطفال ليلاً عند امتناعهم عن النوم.

## القصص الشعبية

### «ركبة بركبة يا بن عيد ماكو زعل»
وقد سار عنوان القصة مضرب مثل، عندما يكون الجزاء من صنف العمل. أما القصة الشعبية لهذا المثل فهي أنه يقال: أن ابن عيد رجل سَمَّاك (أي: يمتهن صيد السمك) وقد خرج يوماً ما كما هي عادته للبحر مبكرا فرأى حماراً وظنه لأحد أبناء قريته. فظن أنه إن تركه لربما ابتعد عن البلدة وضاع؛ لهذا قرر أن ينتفع به لذهابه للبحر ومن ثم يسلمه لصاحبه عند العودة.
ركب بن عيد على الحمار للبحر وهناك ربطه، ونزل بشباكه للبحر، وما أن ألقاها حتى اصطاد سمكة كبيرة، فاكتفى بها وقفل راجعاً، لكنه لم يجد الحمار. حمل صيده وشباكه على كتفه، وعاد حزيناً آسٍ على هروب الحمار. عند وصوله لنفس المكان الذي أخذ منه الحمار انتفضت السمكة التي اصطادها وسقطت على الأرض وتمثَّل رجلاً أمامه، وهو يخاطبه: أنا حملتك من هنا للبحر وأنت حملتني من البحر لهنا «وركبة بركبة يا بن عيد ماكو زعل». ومن ثم اختفى وشاع الخبر انه جن وصارت مثلاً يضرب.

### «خدها يا إبريقوه»
تروي القصة أن امرأة كانت خائفة من الذهاب للحمام بالليل إذ لم يكن هناك كهرباء وقتئذ. فدعت زوجها للنهوض والذهاب معها كي يكون قريباً من الحمام. عند دخولها الحمام أراد زوجها أن يمازحها ويخوفها فصاح: «خذها يا إبريقوه» وكان يقصد إبريق الماء المستخدم في الحمام. فانتظر الرجل زوجته لمدة ولم تخرج من الحمام. عند دخوله الحمام لم يجدها. وشاع الخبر أن الجن قد اختطفها حتى أحضروا ساحراً ليُحضّر لهم جنياً فسأله لماذا أخدتها؟ فقال أنا فعلت ذلك بأمر زوجها، فهو ناداني وقال خدها يا إبريقوه، وهذا هو أسمي فأخذتها.